# Diosmétine
La diosmétine est une flavone O-méthylée qu'on peut trouver dans la vesce caucasienne.  C'est le dérivé 4'-méthoxylé de la lutéoline, et elle est structurellement très proche du chrysoériol (3'-méthoxylutéoline).
Elle a une faible activité agoniste des récepteurs kinase B de la tropomyosine (en) (TrkB).

## Hétérosides
La diosmétine possède un hétéroside semi-synthétique, la diosmine.